# Alberto Botía
Alberto Tomás Botía Rabasco (Alquerías, Murcia, 27 de enero de 1989) es un futbolista español que juega como defensa en el Kifisia F. C. de la Superliga de Grecia.

## Trayectoria
Comenzó la práctica del fútbol con ocho años en el C. D. Alquerías y a la edad de once se incorporó a las categorías inferiores del Real Murcia C. F. Posteriormente, en 2003, fichó por el F. C. Barcelona para continuar su formación deportiva en La Masía. En 2005, llegó al F. C. Barcelona "B", donde se mantuvo tres temporadas y llegó a ser convocado con el primer equipo para la final de la Liga de Campeones 2008-09, disputada en Roma. Su debut con el Barcelona en Primera División se produjo en el último partido de la temporada 2008-09, ante el R. C. Deportivo de La Coruña en el estadio de Riazor.
En la temporada 2009-10 el club catalán lo cedió al Real Sporting de Gijón por el periodo de un año, al término del cual el Sporting solicitó su traspaso y firmó un contrato por cuatro campañas, reservándose el Barcelona una opción de recompra durante las tres primeras. Además, ese mismo año logró el premio Fútbol Draft de bronce en la posición de defensa central derecho. En la temporada 2010-11 anotó su primer gol en Primera División frente al R. C. D. Mallorca en el estadio El Molinón; fue el tanto que abrió la cuenta en una victoria del Sporting por 2-0.
El 11 de agosto de 2012 se hizo oficial su traspaso al Sevilla F. C. para las siguientes cinco temporadas a cambio de 2,5 millones de euros. El 23 de febrero de 2013 marcó su primer gol con el equipo andaluz durante un encuentro disputado contra el Barcelona en el Camp Nou, que finalizó con el resultado de 2-1.
El 23 de julio de 2013 se confirmó su cesión al Elche C. F. para la campaña 2013-14, en la que participó en treinta y tres encuentros de la Liga y dos de la Copa del Rey. Tras concluir el periodo de préstamo, regresó al Sevilla y el 1 de agosto de 2014 fue traspasado al Olympiacos de El Pireo El 16 de septiembre debutó en la Liga de Campeones en el primer partido de la fase de grupos, en el cual su equipo ganó por 3-2 al Club Atlético de Madrid. El 4 de noviembre, frente a la Juventus de Turín, consiguió anotar su primer gol en la competición aunque el Olympiacos fue derrotado por 3-2. El 19 de abril de 2015 se proclamó campeón de la Liga griega y el 23 de mayo conquistó su segundo título tras la victoria del Olympiacos frente al Skoda Xanthi A. O. en la final de la Copa de Grecia por 3-1. En las temporadas 2015-16 y 2016-17 también consiguió el campeonato de la Liga griega.
El 26 de junio de 2018 se anunció su contratación por el Al-Hilal Saudi F. C. y el año siguiente se marchó al Al-Wehda Club. En este equipo estuvo hasta 2023, momento en el que regresó a Grecia para jugar en el Kifisia F. C.

## Selección nacional

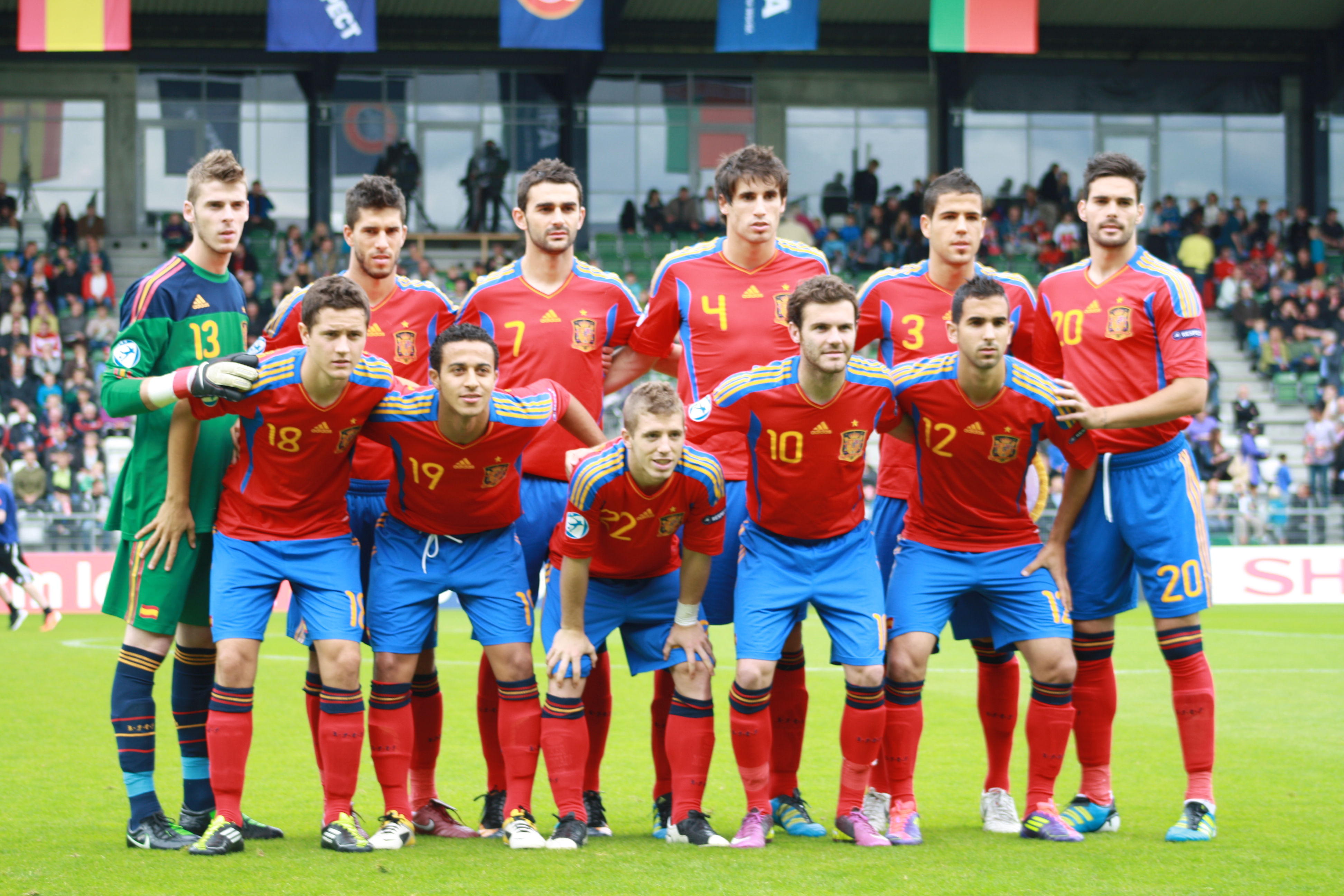
Botía, con el dorsal 20, durante un encuentro con la selección sub-21 en la Eurocopa 2011.

En 2007 fue convocado por la selección española sub-19 para disputar la XXXIII edición de la Copa del Atlántico, en la que se proclamó campeón. El 10 de febrero de 2009, debutó con la selección sub-21 en Cartagena, en un partido amistoso que enfrentó a España y Noruega. En julio del mismo año consiguió la medalla de oro en los Juegos Mediterráneos de 2009 con el combinado sub-20, y entre septiembre y octubre participó en el Mundial Sub-20 de 2009 celebrado en Egipto. En mayo de 2011 fue seleccionado para disputar la Eurocopa sub-21 celebrada en Dinamarca, en la que España logró hacerse con el título.
El 25 de agosto de 2011 recibió por primera vez la convocatoria de la selección absoluta para disputar un encuentro amistoso ante Chile y un partido de clasificación para la Eurocopa 2012 contra Liechtenstein, aunque no llegó a debutar. Posteriormente, fue uno de los dieciocho integrantes del combinado nacional que participó en los Juegos Olímpicos de Londres 2012.

## Clubes
| Club                   | País           | Año       |
| ---------------------- | -------------- | --------- |
| F. C. Barcelona "B"    | España         | 2006-2009 |
| Real Sporting de Gijón | España         | 2009-2012 |
| Sevilla F. C.          | España         | 2012-2013 |
| Elche C. F.            | España         | 2013-2014 |
| Olympiacos de El Pireo | Grecia         | 2014-2018 |
| Al-Hilal Saudi F. C.   | Arabia Saudita | 2018-2019 |
| Al-Wehda Club          | Arabia Saudita | 2019-2023 |
| Kifisia F. C.          | Grecia         | 2023-     |

## Palmarés

### Campeonatos nacionales
| Título                      | Club                   | País           | Año  |
| --------------------------- | ---------------------- | -------------- | ---- |
| Liga española               | F. C. Barcelona        | España         | 2009 |
| Liga griega                 | Olympiacos de El Pireo | Grecia         | 2015 |
| Copa de Grecia              | Olympiacos de El Pireo | Grecia         | 2015 |
| Liga griega                 | Olympiacos de El Pireo | Grecia         | 2016 |
| Liga griega                 | Olympiacos de El Pireo | Grecia         | 2017 |
| Supercopa de Arabia Saudita | Al-Hilal Saudi F. C.   | Arabia Saudita | 2018 |

### Copas internacionales
| Título          | Club               | País      | Año  |
| --------------- | ------------------ | --------- | ---- |
| Eurocopa Sub-21 | Selección española | Dinamarca | 2011 |

### Distinciones individuales
| Distinción                     | Año  |
| ------------------------------ | ---- |
| Once de bronce de Fútbol Draft | 2010 |